# Metro vagoni tipa 81-717/714
81-717/714 su sovjetski vagoni podzemne željeznice koji su se proizvodile u Metrovagonmašu kod Moskve. Tip je razvijan 1970. godina, a vagoni se još uvijek nalaze u širokoj uporabi.

## Razvoj
Razvoj novog tipa za Moskvu (a i mnoga druga mjesta) je započeo 1976. godine. Veća razlika je bila (iznimka za kompoziciju I, koji nije proizveden serijski) to što ima posebne čelne i vučne vagone. Razlog je radi povećanja kapaciteta jednog vlaka. Izmijenjena je električna oprema, povećala se maksimalna brzina, a u interijeru su uklonjene obične žarulje i stavljene fluorescentne cijevi. Naspram vlakova koji su složeni od kompozicije E, vlakovi koriste 5-6 posto manje električne energije.

## Prodaja vagona
Od 1976. godine je prodano 7280 vagona.
| Slika | Država      | Metro        | Tip              | Izmjene                                         |
| ----- | ----------- | ------------ | ---------------- | ----------------------------------------------- |
|       | Češka       | Prag         | 81-717.1/714.1   | Modernizirani na tip 81-71M                     |
|       | Mađarska    | Budimpešta   | 81-717.2/714.2   |                                                 |
|       | Mađarska    | Budimpešta   | 81-717.2M/714.2M | Modifikacija vagona 81-717.2/714.2              |
|       | Mađarska    | Budimpešta   | 81-717.2K/714.2K | Modernizacije vagona Ev3 i 81-717.2(M)/714.2(M) |
|       | Poljska     | Varšava      | 81-717.3/714.3   |                                                 |
|       | Bugarska    | Sofija       | 81-717.4/714.4   |                                                 |
|       | Azerbajdžan | Baku         | 81-717.5/714.5   |                                                 |
|       | Azerbajdžan | Baku         | 81-717.5M/714.5M |                                                 |
|       | Ukrajina    | Dnjipro      | 81-717.5/714.5   |                                                 |
|       | Ukrajina    | Dnjipro      | 81-717.5M/714.5M |                                                 |
|       | Ukrajina    | Kijev        | 81-717.5/714.5   |                                                 |
|       | Rusija      | Ekaterinburg | 81-717.5/714.5   |                                                 |
|       | Rusija      | Ekaterinburg | 81-717.5M/714.5M |                                                 |
|       | Armenija    | Erevan       | 81-717.5/714.5   |                                                 |
|       |             |              |                  |                                                 |